# 대곡초등학교 (경기)
대곡초등학교는 대한민국 경기도 고양시 덕양구 대장동에 있는 공립 초등학교이다.

## 학교 연혁
- 1970년 3월 1일 능곡국민학교 대곡분교장 인가
- 1974년 3월 1일 대곡국민학교로 승격
- 1974년 5월 11일 초대 김치중 교장 취임
- 1981년 3월 1일 대곡국민학교 병설유치원 설립
- 2014년 2월 14일 제40회 졸업식(졸업생 총 1,227명)
- 2014년 3월 3일 7학급 편성(병설유치원 1학급)
- 2014년 9월 1일 제15대 강경순 교장 취임

## 참고 자료
- 대곡초등학교 - 한국교육학술정보원 학교알리미